# Discordancia (geología)

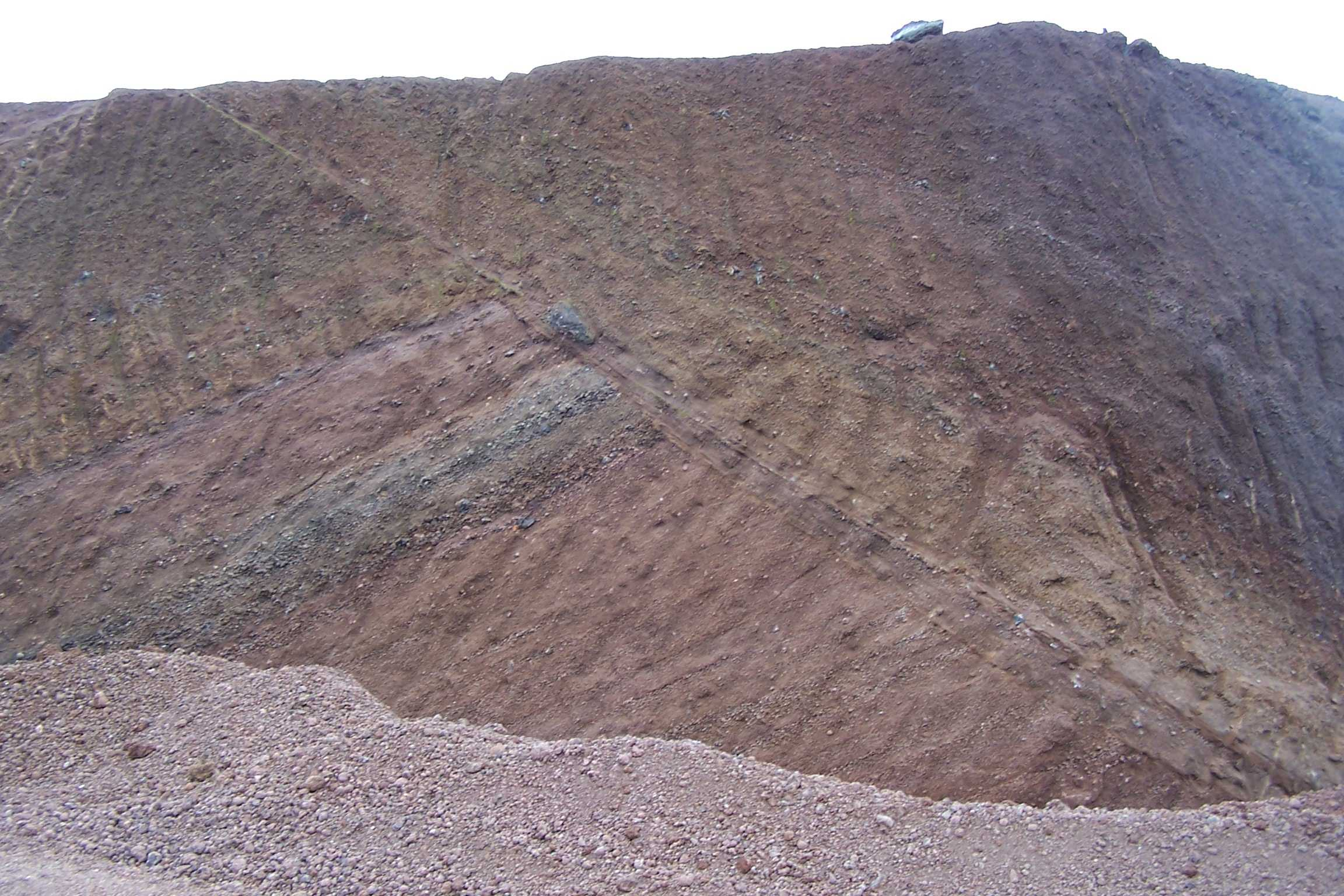
Las capas de la izquierda se depositaron en primer lugar; luego fueron tectónicamente inclinadas en sentido antihorario; después erosionadas hasta la posición de la discordancia. Las capas de la derecha fueron posteriormente depositadas y todo el conjunto basculó de nuevo, esta vez en sentido horario.

Una discordancia es una relación geométrica entre capas de sedimentos que representa un cambio en las condiciones en que se produjo su proceso de depósito. En ausencia de cambios ambientales o de movimientos tectónicos, los sedimentos se depositan en estratos (capas) paralelas. Una discordancia es una discontinuidad estratigráfica en la que no hay paralelismo entre los materiales infra y suprayacentes. El concepto de discordancia es fundamental para la estratigrafía y para la interpretación de la secuencia de eventos tectónicos o geológicos en general que tuvo lugar durante el proceso de depósito de las capas en los sedimentos discordantes. Su descripción se debe a James Hutton en 1787.

## Relevancia
Una secuencia de capas de rocas sedimentarias puede revelar las condiciones existentes durante su proceso de depósito. Una discordancia implica un vacío en el registro del tiempo geológico (hiato), y por lo tanto también da información de los cambios que originaron. Las rocas infrayacentes pueden haber sido erosionadas, plegadas o incluso metamorfizadas, antes de que se vuelva a producir la sedimentación, originando un proceso de depósito con discordancias para los estratos superiores.

## Tipos de discordancias

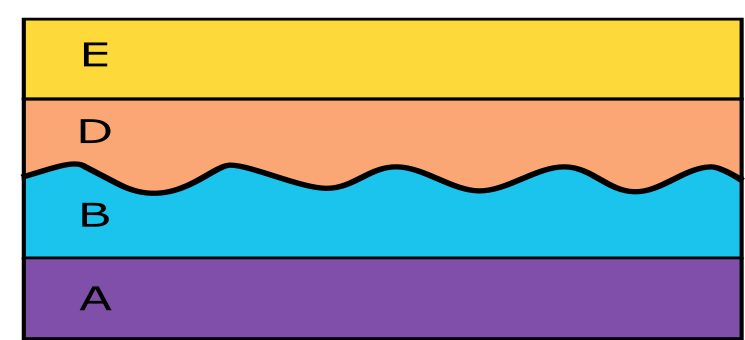
Disconformidad

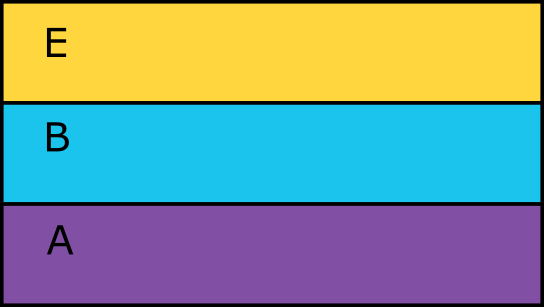
Paraconformidad

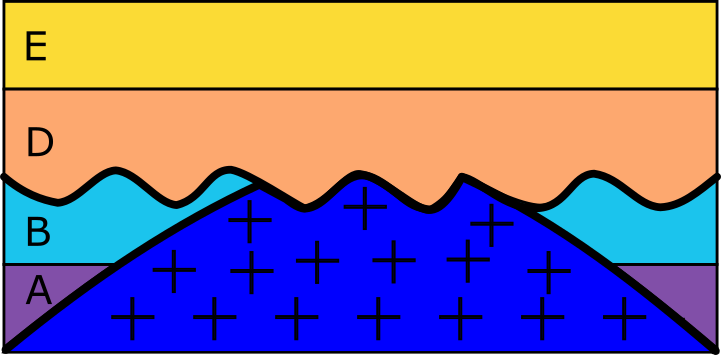
Inconformidad.

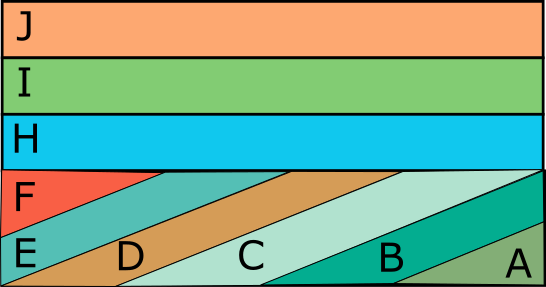
Discordancia angular

Discordancia de contacto de superficie sin erosión visible en la que los estratos más antiguos buzan (se inclinan) con un ángulo diferente al de los más jóvenes e implica movimientos tectónicos. Esta se forma por una secuencia de estratos antigua, se interrumpe el sedimento, se pliega o inclina y se superpone sobre ella una secuencia de estratos con un ángulo de buzamiento diferente.

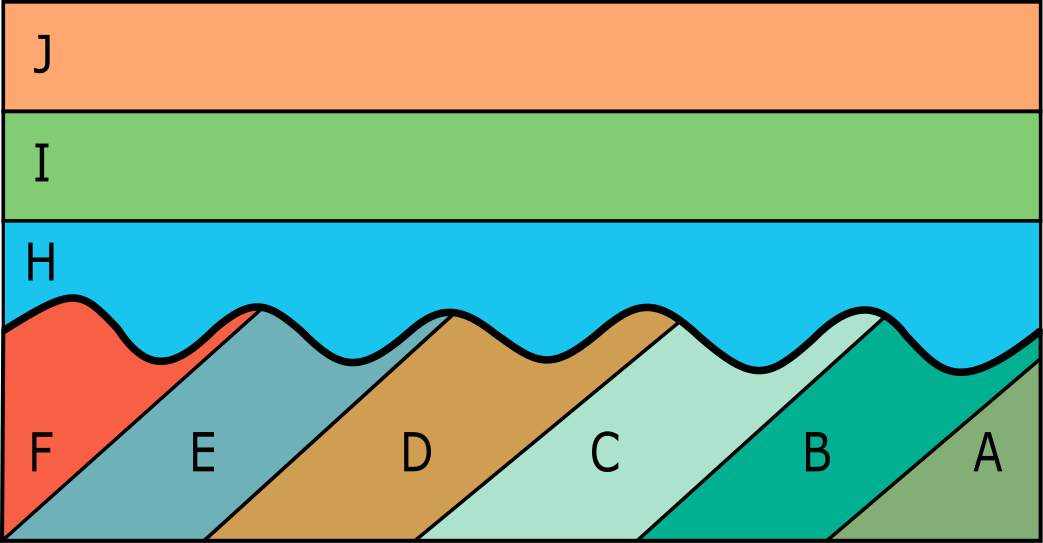
Discordancia angular erosiva

Discordancia de contacto de superficie con erosión visible en que la secuencia de estratos antigua buza con un ángulo diferente a la secuencia de estratos más jóvenes. Esta se forma porque una secuencia de estratos antigua fue expuesta a un periodo de erosión visible, se  pliega o inclina y se superpone sobre ella, una secuencia de estratos más joven con un ángulo de buzamiento diferente.
Discordancia paralela erosional o disconformidad

Discordancia con estratos paralelos por abajo y por encima de una superficie de erosión visible. Esta se forma por una secuencia de estratos antigua que fue expuesta a un periodo de erosíon visible, más la secuencia de estratos más joven se depositó superponiendose sobre esta, manteniendo el paralelismo entre los diferentes grupos de estratos.
Discordancia paralela no erosional o paraconformidad

Discordancia paralela con superficie de erosión no visible. Esta se forma por una secuencia de estratos antiguos, tras la cual hubo un hiato durante millones de años y la secuencia estratos más joven se superpuso sobre ella.
Discordancia litológica o inconformidad

Discordancia de contacto de erosión visible entre rocas ígneas o metamórficas que estuvieron expuestas a la erosión durante millones de años y que después quedan cubiertas por una secuencia de estratos de sedimentos.
Discordancia progresiva
Discordancia entre estratos inclinados en diferente ángulo, variando de forma progresiva, normalmente de mayor a menor inclinación. Discordancia asociada a procesos simultáneos, de sedimentación y tectónica.